# Malgersdorf
Malgersdorf é um município da Alemanha, situado no distrito de Rottal-Inn, no estado da Baviera. Tem 11,52 km² de área, e sua população em 2019 foi estimada em 1.234 habitantes.